# Gare de Vif
La gare de Vif est une gare ferroviaire française de la ligne de Lyon-Perrache à Marseille-Saint-Charles (via Grenoble), située sur le territoire de la commune de Vif, dans le département de l'Isère, en région Auvergne-Rhône-Alpes.

## Situation

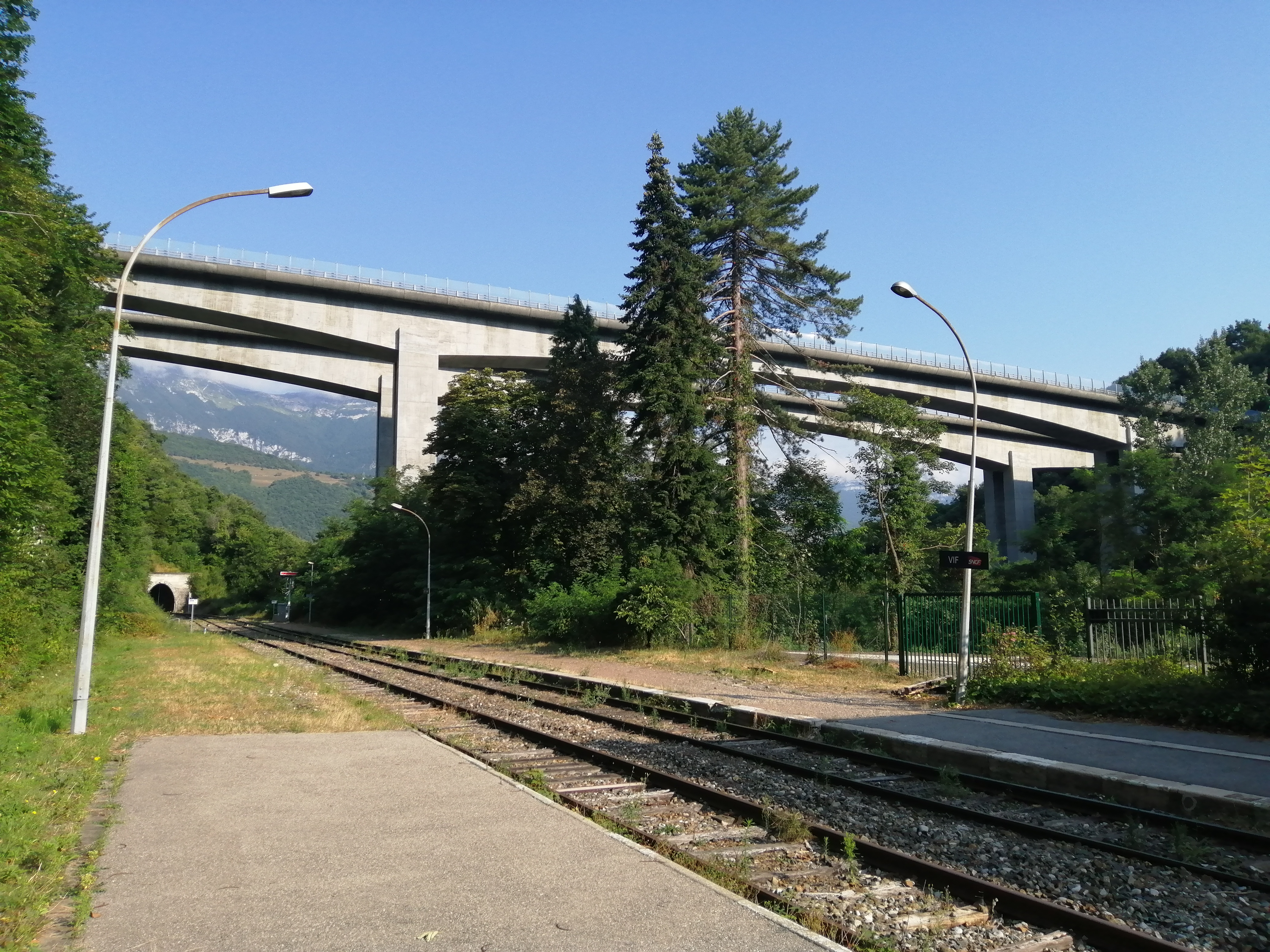
Viaduc de La Rivoire depuis les quais de la gare.

### Situation générale
La gare de Vif est établie dans la gorge de La Rivoire située à l'extrémité orientale de la ville, entre les montagnes du Petit Brion et du Grand Brion, et qui fait la liaison entre la vallée du Drac et la vallée de la Gresse. Elle est cernée à l'est par la déchèterie municipale et à l'ouest par le viaduc de La Rivoire.

### Situation ferroviaire
Cette gare est située au point kilométrique 151,120 de la ligne de Lyon-Perrache à Marseille-Saint-Charles (via Grenoble). Elle suit la gare de Saint-Georges-de-Commiers et précède la gare ouverte de Monestier-de-Clermont. Entre Vif et Monestier se situe la gare fermée de Saint-Martin-de-la-Cluze. L'altitude de la gare de Vif est de 320 mètres.
Elle comporte un évitement, qui permet le croisement des trains sur la voie unique, et de plusieurs voies de service.

## Histoire

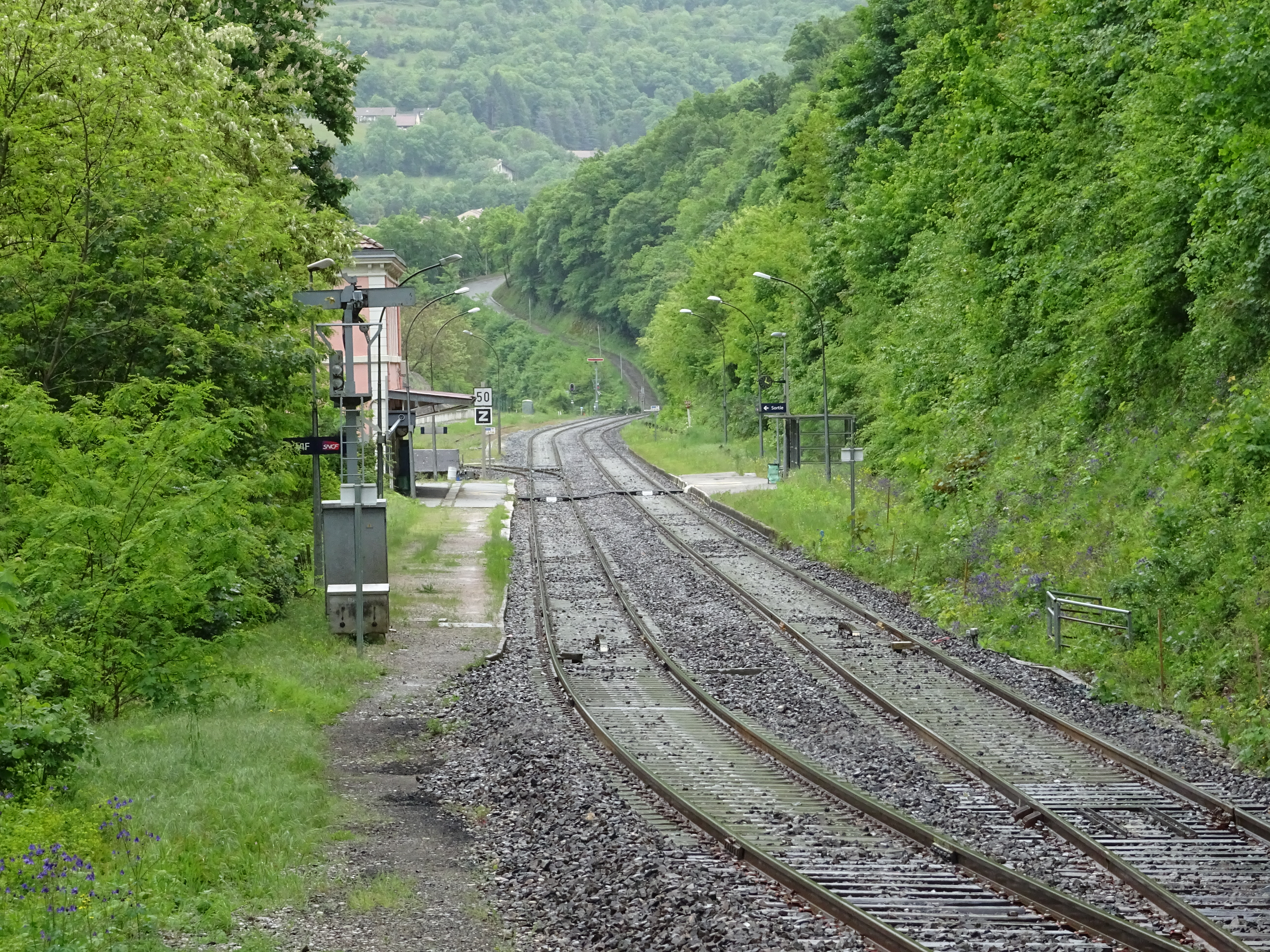
Les deux voies de la gare.

Le projet de la gare de Vif est envisagé de pair avec le projet d'une ligne ferroviaire passant à travers les alpes, de Grenoble jusqu'à Veynes, en 1869 par la Compagnie des chemins de fer de Paris à Lyon et à la Méditerranée (PLM). Le projet est approuvé par de nombreux cimentiers de la vallée de la Gresse (Vicat, Guingat, Berthelot…) qui voient là le moyen de transporter leur ciment plus rapidement sur Grenoble.

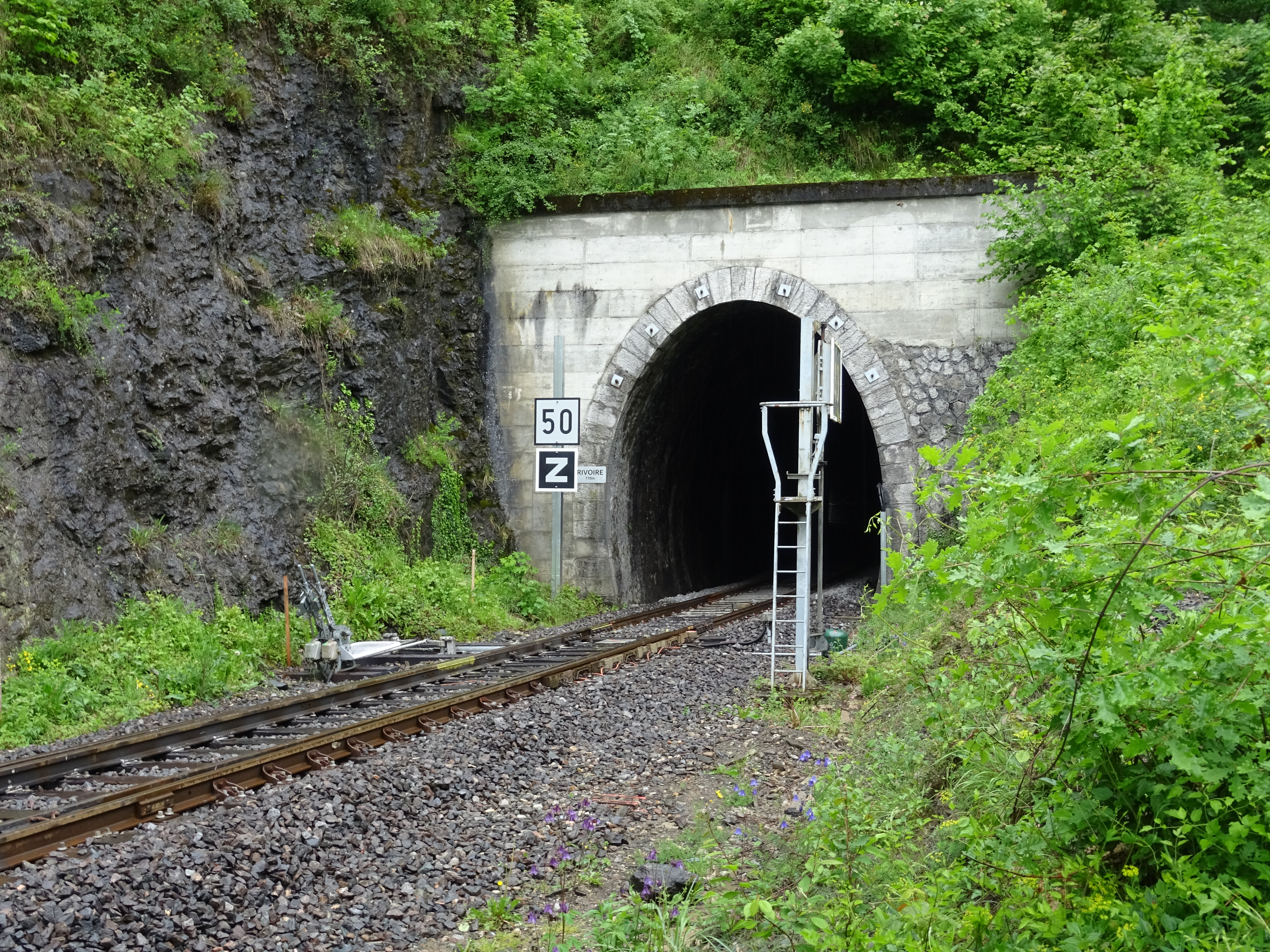
Tunnel de La Rivoire, côté ouest de la gare.

Après quelques années d'études, la construction de la ligne Grenoble - Pont-de-Claix - Vif par Saint-Georges-de-Commiers est actée (en 1873) : la gare de Vif est implantée et édifiée à La Rivoire par décision ministérielle en janvier 1874, bien qu'une majorité des élus la jugent trop éloignée du centre-ville de Vif. En même temps, le tunnel du Grand Brion, long de 1 175 mètres et situé juste au-dessus de la gorge de La Rivoire, est creusé.
La gare est finalement ouverte à l'exploitation le 11 décembre 1876 par la PLM, lors de la mise en service de la section de Grenoble à Vif. 
La section de Vif à Veynes (bifurcation du Poteau-Saint-Luc) sera, quant à elle, ouverte le 29 juillet 1878.

Anciennes photographies de la gare
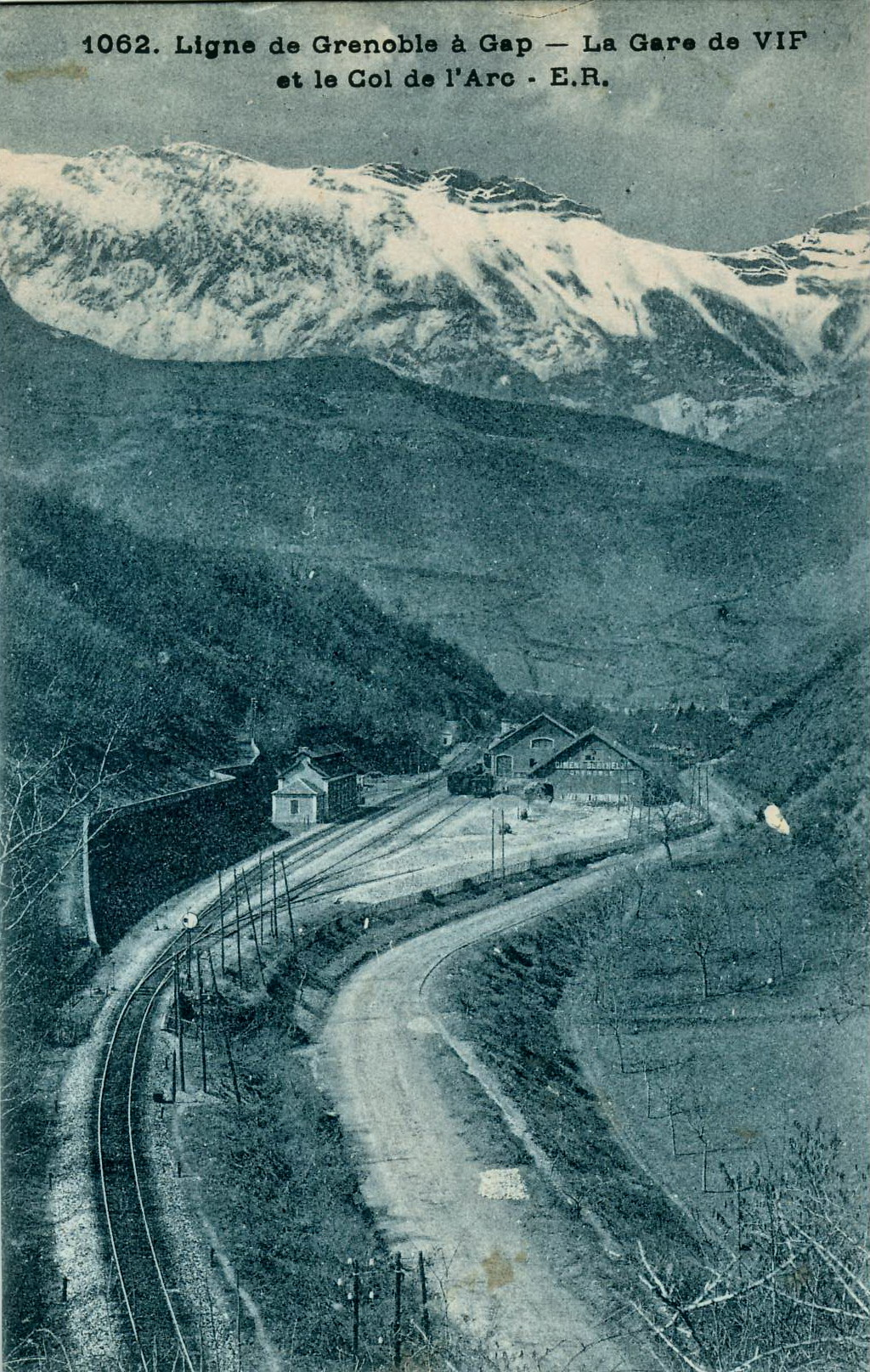
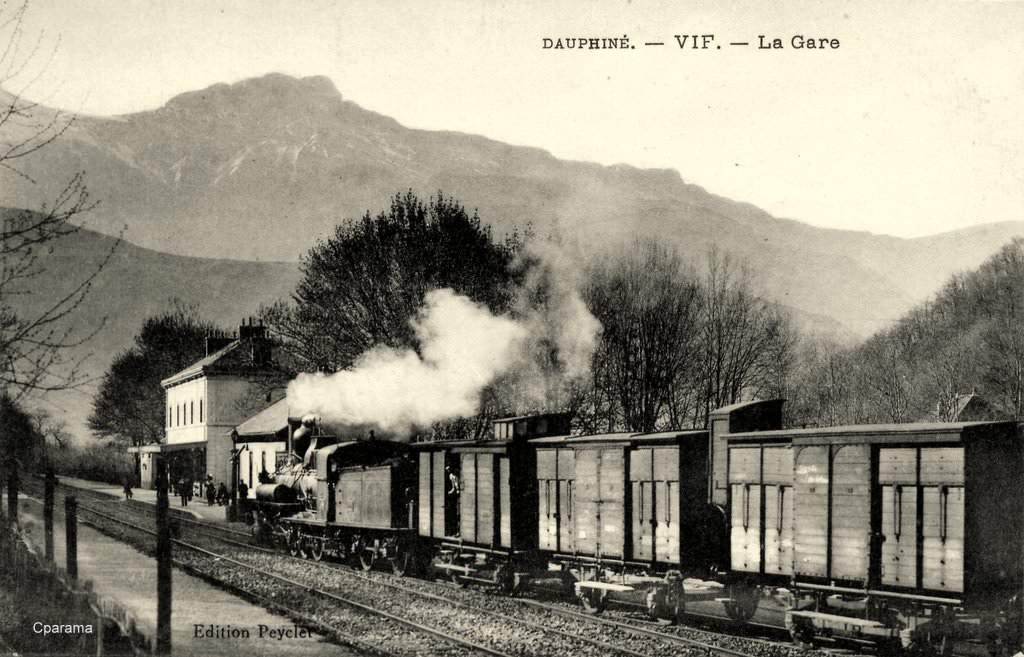

## Service des voyageurs

### Accueil
Cette gare dispose d'un guichet et d'une salle d'attente.

### Desserte
La gare est desservie par les trains TER Auvergne-Rhône-Alpes et Provence-Alpes-Côte d'Azur (relation de Grenoble à Gap ou Briançon).

### Intermodalité
La gare possède un parking ainsi qu'un parc à vélos. Elle est desservie par deux lignes de bus du réseau TAG (transports de l'agglomération grenobloise) : la ligne de bus Chrono C14 et la ligne de bus Flexo 73, à l'arrêt Vif Gare.

## Galerie

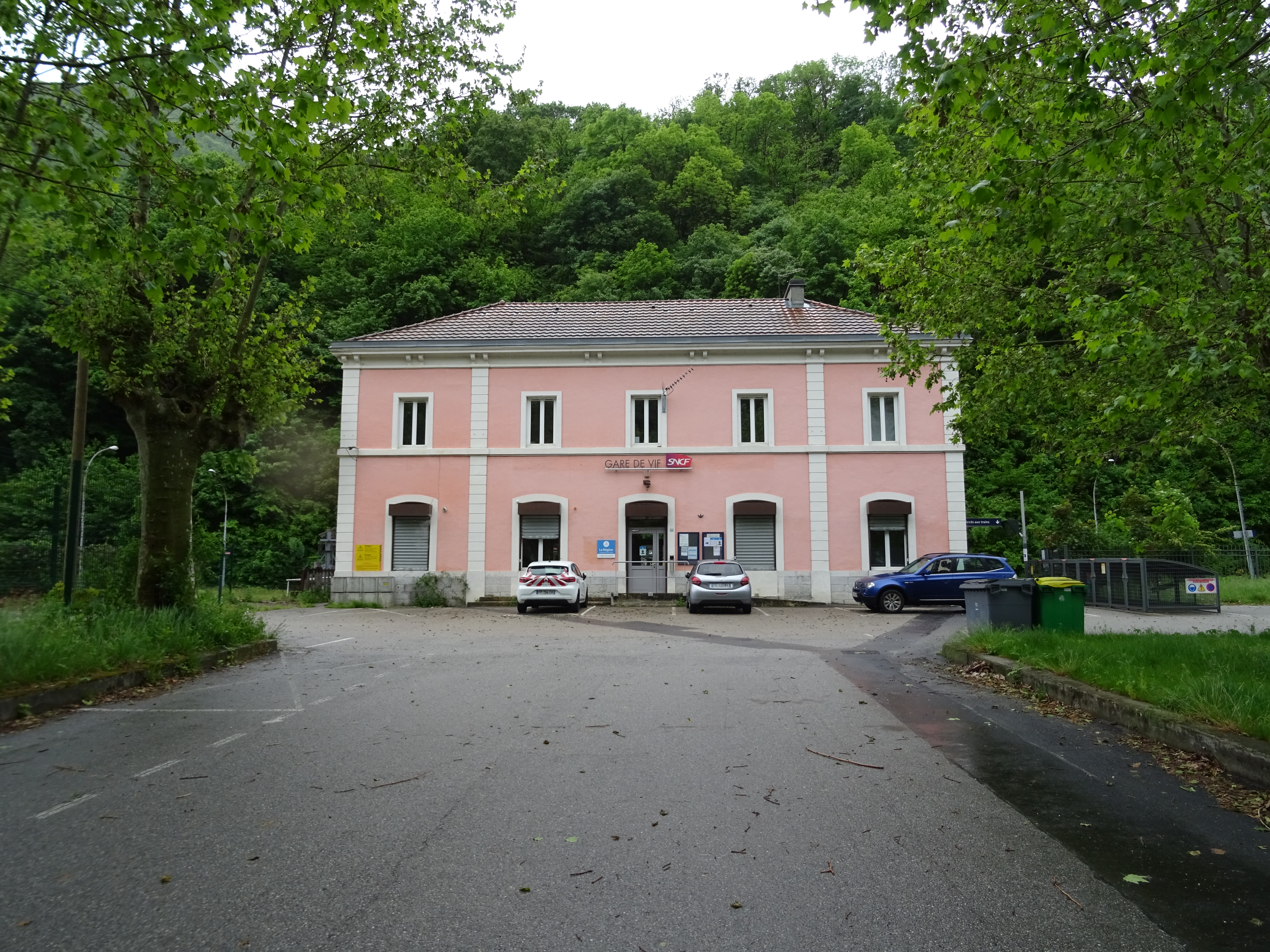
Façade avant de la gare.
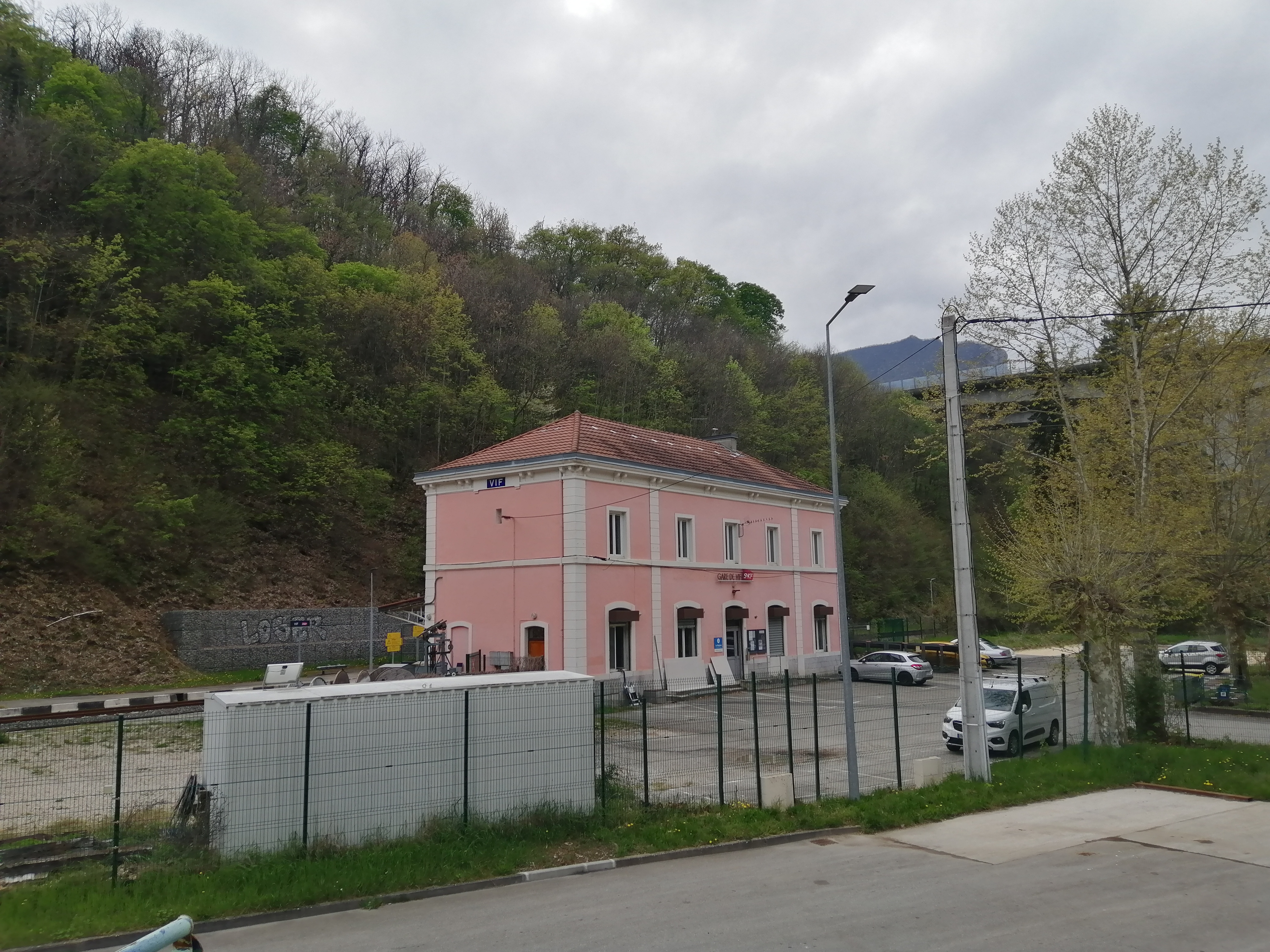
La gare vue depuis la déchetterie.
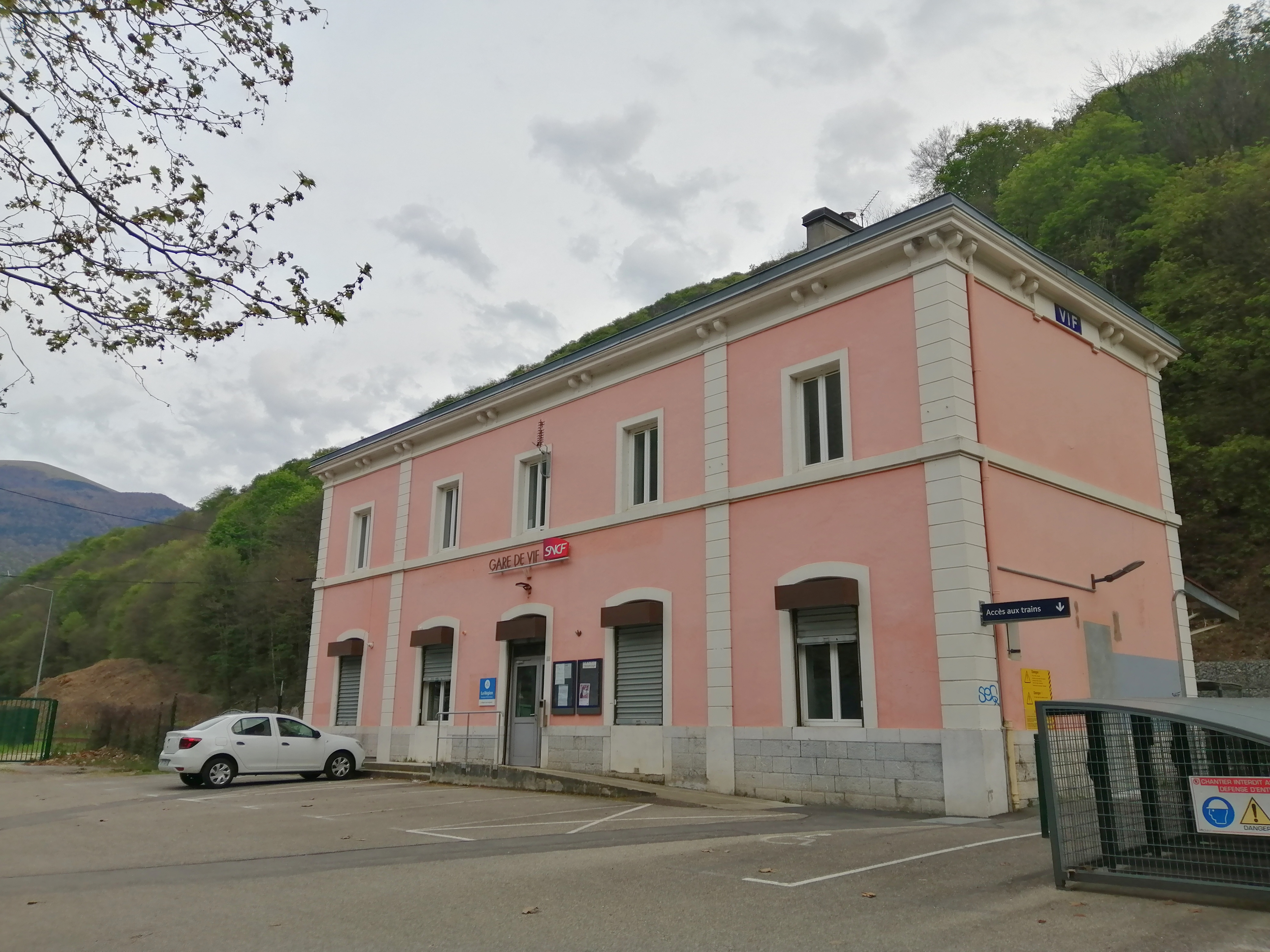
Autre point de vue de la façade avant.
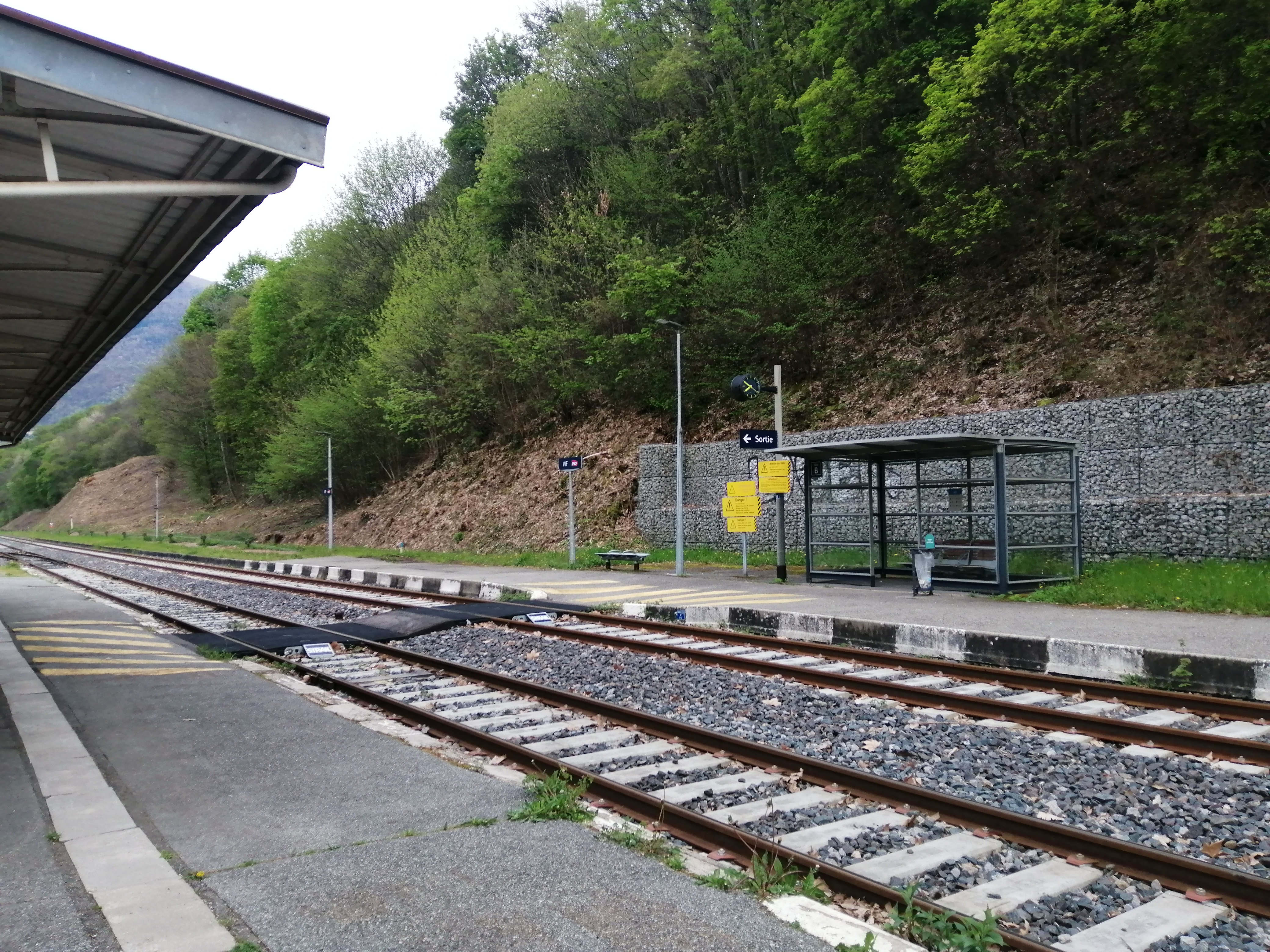
Les voies A et B de la gare.
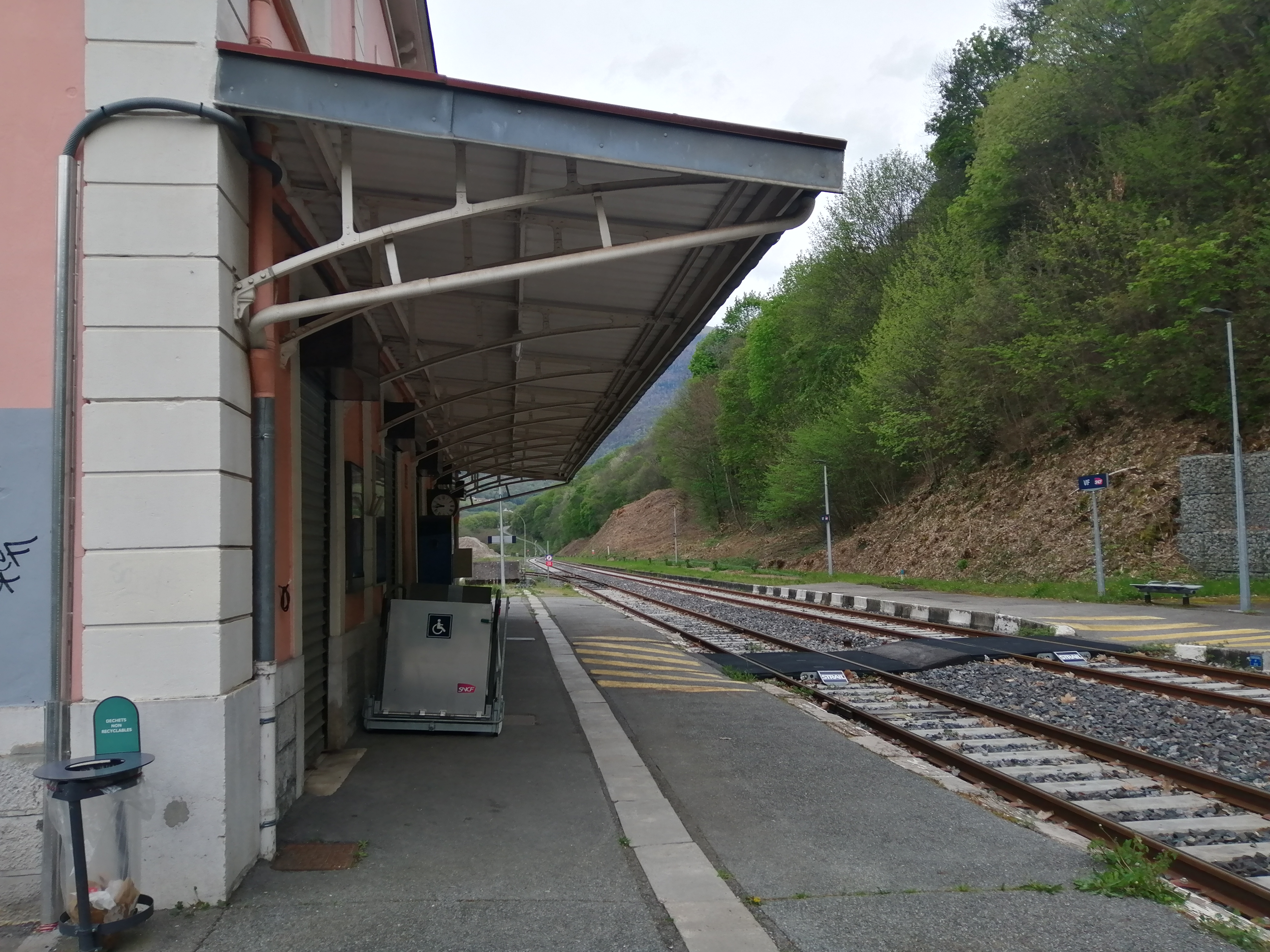
Le quai de la voie A.
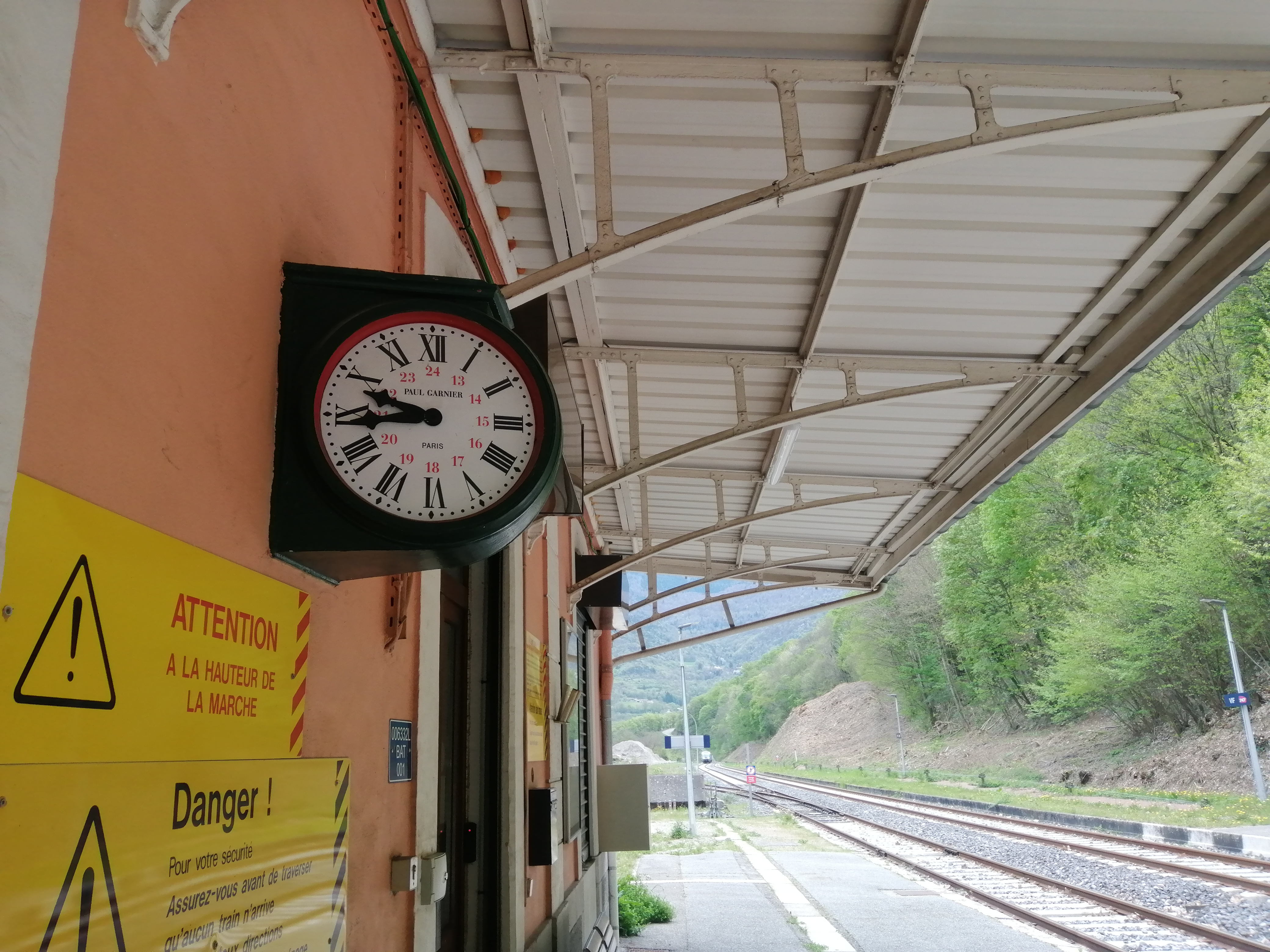
L'horloge de la gare.